# Möhnesee (Gemeinde)
Möhnesee ist eine Gemeinde in Nordrhein-Westfalen, Deutschland, die am Übergang von der Soester Börde zum Sauerland liegt. Sie entstand 1969 im Zuge der kommunalen Neuordnung in Nordrhein-Westfalen durch die Auflösung des Amtes Körbecke. Benannt ist die Gemeinde nach dem zwischen 1908 und 1912 erbauten Möhnestausee. Dieser ist ein wichtiges Ziel für den Tourismus und bis heute einer der wichtigsten Wirtschaftsfaktoren der Gemeinde.

## Geographie

### Geographische Lage

Blick vom Möhneseeturm auf den See und große Teile des Gemeindegebietes

Die Gemeinde Möhnesee liegt im Süden des Kreises Soest. Die nördliche Nachbargemeinde ist die Stadt Soest. Das Gemeindegebiet hat Anteile an der Westfälischen Bucht, dem Haarstrang und dem nordwestlichen Arnsberger Wald. Die größte Ortschaft ist das zentral am Möhnesee gelegene Körbecke. Weitere Ortschaften im Möhnetal sind Völlinghausen, Stockum, Delecke, Günne und Brüningsen. Während nördlich der Möhne noch zahlreiche Dorfschaften zu finden sind, findet sich südlich der Möhne nur das an der Heve gelegene Neuhaus.
Größtes Gewässer ist der zentral gelegene Möhnesee, der in Ost-West-Richtung von der Möhne durchflossen wird. In den Möhnesee mündet ferner die in Ost-West-Richtung durch den Arnsberger Wald fließende Heve als zweites größeres Fließgewässer. Sowohl Möhne als auch Heve nehmen auf ihrem Weg zahlreiche kürzere Wasserläufe des Arnsberger Waldes auf. Der Haarstrang stellt die Wasserscheide zwischen Lippe und Ruhr dar, sodass die wenigen nördlich des Haarstranges entspringenden Gewässer der Lippe zufließen.
Im Bilmer Grund, an der nordwestlichen Ecke des Gemeindegebietes, befindet sich der mit 148 m ü. NN tiefste Punkt im Gemeindegebiet. Zum Haarstrang hin steigt das Gelände auf 264 m ü. NN im Westen bis 301 m ü. NN im Osten an, um anschließend zum Möhnetal hin auf 178 m ü. NN bis 218 m ü. NN abzufallen. Die höchsten Erhebungen sind mit 413 m ü. NN der Phankopf und mit 407 m ü. NN die Freienohler Höhe im zum Arnsberger Wald gehörenden südlichen Gemeindegebiet.

### Ausdehnung des Gemeindegebiets
Das Gemeindegebiet umfasst eine Fläche von 123 Quadratkilometer. Davon entfallen 46 % auf Waldflächen, 36 % auf Landwirtschaftsflächen, 9 % auf Wasserfläche, 4 % auf Gebäude- und Freifläche, 4 % auf Verkehrsflächen sowie 1 % auf Erholungsflächen. Die Möhnetalsperre mit rund 135 Mio. m³ Stauinhalt nimmt 9,0 % des Gemeindegebietes ein.

### Nachbargemeinden
Nachbargemeinden sind die Stadt Soest im Norden, Bad Sassendorf im Nordosten, die Stadt Warstein im Südosten, die Stadt Arnsberg im Süden und Ense im Westen.
Die größten benachbarten Gemeinden sind Soest und Arnsberg. Die Entfernung nach Soest als Mittelzentrum beträgt etwa 10 km. Die nächstgelegenen Oberzentren sind Paderborn (etwa 55 km), Hagen und Dortmund mit jeweils 60 km.

### Gemeindegliederung

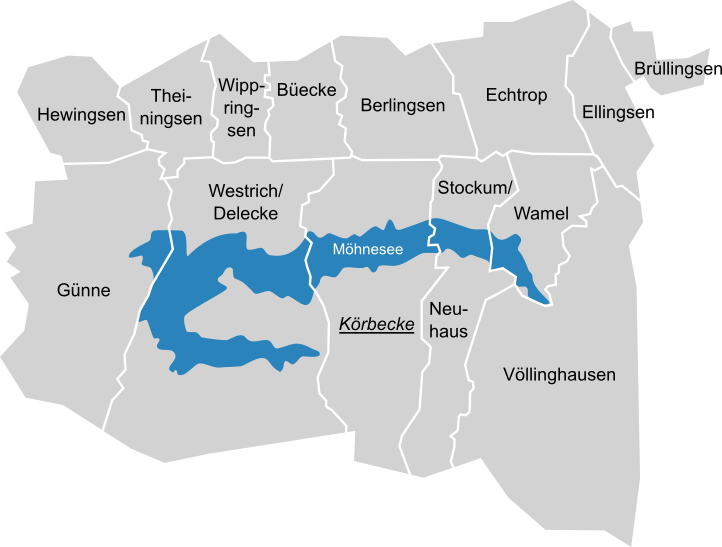
Ortsteile von Möhnesee mit Hauptort Körbecke

Nach § 3 Abs. 1 der Hauptsatzung gliedert sich die Gemeinde Möhnesee in die nachfolgenden 14 „Gemeindebezirke“:
Stand Einwohnerzahl: 30. Juni 2023
| Ortsteil         | Einwohner | Fläche     |
| ---------------- | --------- | ---------- |
| Berlingsen       | 0.268 0   | 6,35 km²   |
| Brüllingsen      | 154       |            |
| Büecke           | 113       |            |
| Delecke/Westrich | 559 / 109 |            |
| Echtrop          | 356       | 6,73 km²   |
| Ellingsen        | 0.92      |            |
| Günne            | 1.969     | 14,59 km²  |
| Hewingsen        | 0. 227 0  | 4,57 km²   |
| Körbecke         | 4394      | 15,02 km²  |
| Stockum/Neuhaus  | 0.747     |            |
| Theiningsen      | 0.98      |            |
| Völlinghausen    | 1.148     |            |
| Wamel            | 0.635     | 5,05 km²   |
| Wippringsen      | 0.488     |            |
| Gesamt           | 12.1610 0 | 123,38 km² |

Für jeden dieser Gemeindebezirke wählt der Rat der Gemeinde Möhnesee einen Ortsvorsteher. Deren Abschaffung war 2008 erneut Gegenstand politischer Diskussionen in der Gemeinde. Angestoßen wurde dies von der FDP.

## Geschichte

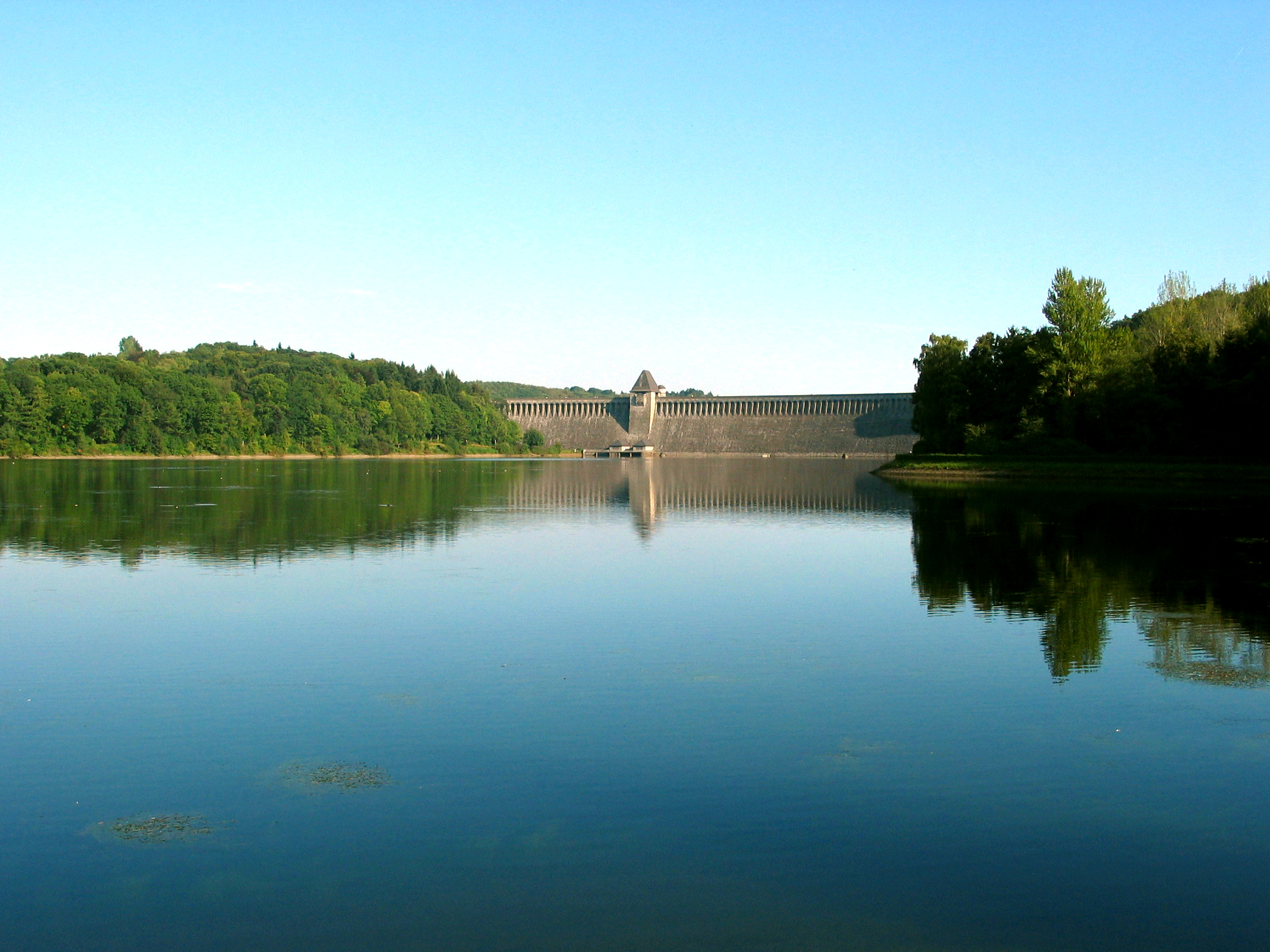
Sperrmauer der Möhnetalsperre

Die Gemeinde Möhnesee ist am 1. Juli 1969 aus dem Amt Körbecke entstanden. Viele der zur Gemeinde gehörenden Orte weisen eine lange Geschichte auf. Früh besiedelt war der nördliche Teil der heutigen Gemeinde in der Soester Börde. Aber auch der Haarstrang kann auf eine lange Siedlungsgeschichte zurückblicken. Dagegen war und ist der südliche Teil mit dem Arnsberger Wald nur dünn besiedelt. Das Tal der Möhne gehörte im Mittelalter zur Grafschaft Arnsberg. Bei Körbecke vergaben die Grafen ein festes Haus zu Lehen. In Körbecke bestand ein gräfliches Gogericht. Mit der Grafschaft kam das Gebiet 1368 zu Kurköln. Es war bis zum Beginn des 19. Jahrhunderts Teil des Herzogtums Westfalen. Das Kirchspiel Körbecke bestand aus fünfzehn Dörfern. Zeitweise war es zwischen Soest und Kurköln umstritten. Das Gericht Körbecke bildete gleichzeitig eine Verwaltungseinheit außerhalb der sonst üblichen Amtsverfassung des Herzogtums. Kirchlich gab es enge Beziehungen zur Stadt Soest. So hatte das St.-Patrokli-Stift das Recht, den Pfarrer in Körbecke einzusetzen.
In Berlingsen hatte die Abtei Fulda Besitzungen. Der Ort Delecke wurde erstmals 1191 erwähnt. Die Drüggelter Kapelle wird auf das Jahr 1150 datiert. Der Ort Buecke gehörte seit 1210 zum Kloster Oelinghausen. Auch in Echtrop hatte das Kloster Besitz. Dieser Ort ist allerdings deutlich älter und soll um 800 entstanden sein. Körbecke wurde 987 erstmals schriftlich erwähnt. Die Körbecker Pfarrkirche wurde im 18. Jahrhundert errichtet. Sie geht aber auf ältere Vorläufer zurück. Der Turm stammt aus der Zeit um 1150.
Entscheidend für die Entwicklung im heutigen Gemeindegebiet war der Bau der Möhnetalsperre zwischen 1908 und 1912. Im Zentrum der Gemeinde Körbecke wurde bis zur Zerstörung durch Bomber im Zweiten Weltkrieg 1945 die größte Steinbrücke Europas über den See zum Körbecker Südrand gebaut. Sie wurde in den 1960er-Jahren durch eine Fußgängerbrücke ersetzt.
Die Sperrmauer der Möhnetalsperre liegt im Ortsteil Günne. Nach langer Bauzeit wurde sie am 12. Juli 1913 eingeweiht, im Mai 1943 von Rollbomben zerstört. Dies löste die Möhnekatastrophe aus. Schon im Oktober desselben Jahres konnte die Sperrmauer ihren Betrieb wieder aufnehmen.
Die Besiedlung fand größtenteils um den See statt. Vor dem Bau der Möhnetalsperre war die Besiedlung zumeist im Flusstal; mit dem Bau der Sperrmauer mussten viele Anwohner umgesiedelt werden.
Vor allem seit der kommunalen Neugliederung 1969 kam es in der Gemeinde zu zahlreichen Infrastrukturmaßnahmen, die insbesondere die Förderung des Tourismus zum Ziel hatten.

### Religionen

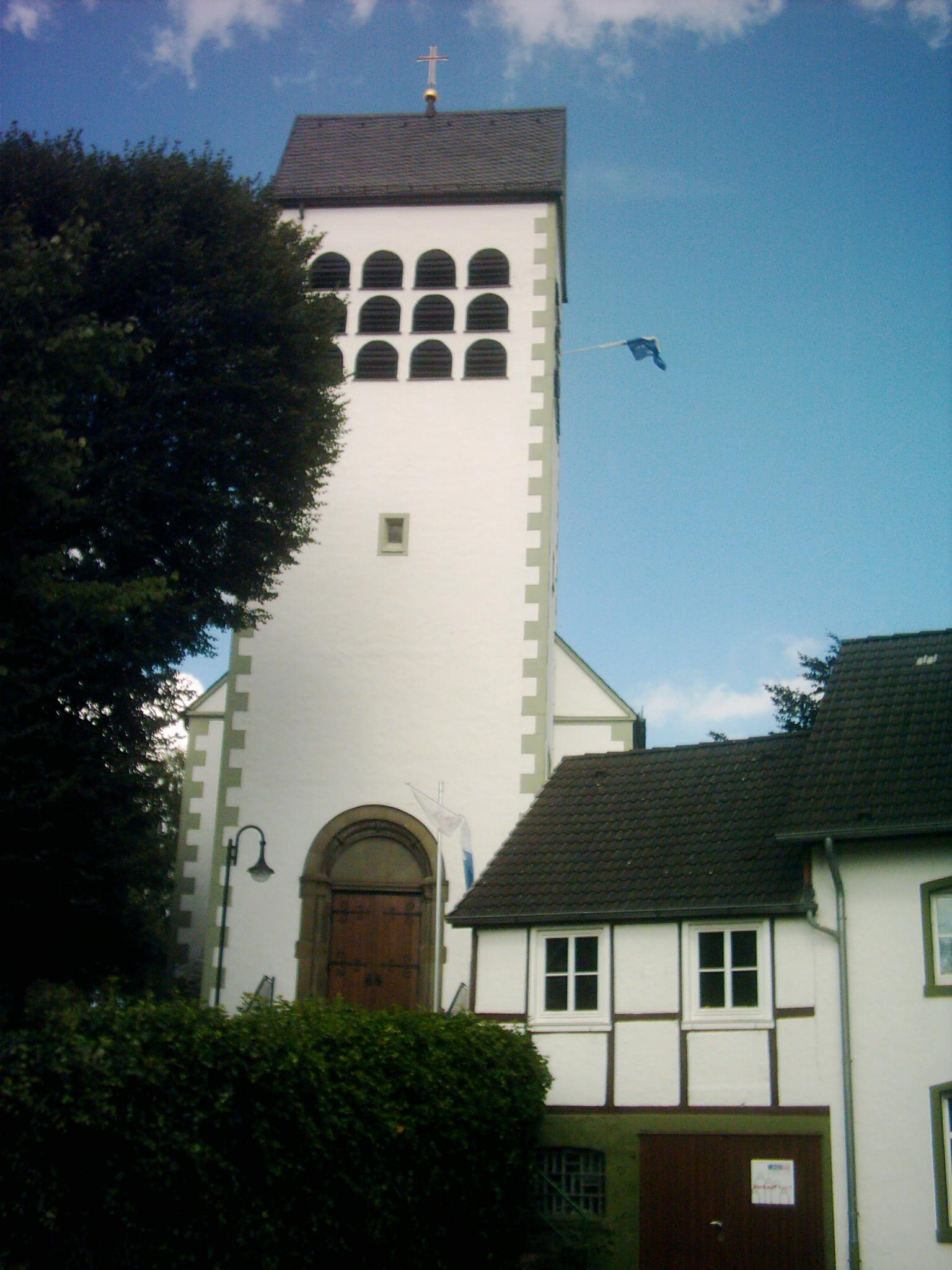
Kirche St. Elisabeth in Wamel

Die Bevölkerung der Gemeinde Möhnesee ist im Wesentlichen christlich geprägt. Den größten Anteil stellen mit 55 % die römisch-katholischen Gläubigen. Die Kirchengemeinden haben sich zur Pfarrei Jesus Christus Möhnesee zusammengeschlossen und gehören zum Dekanat Hellweg im Erzbistum Paderborn. Bis in die Zeit nach dem Zweiten Weltkrieg waren die Protestanten eine verschwindende Minderheit; sie sind aber inzwischen auf 26 % angewachsen. Sie gehören zum Kirchenkreis Soest-Arnsberg der Evangelischen Kirche von Westfalen. 19 % der Bevölkerung gehören keiner oder einer anderen Religionsgemeinschaft an.

### Eingemeindungen
Die Gemeinde Möhnesee ist am 1. Juli 1969 aufgrund des Soest/Beckum-Gesetzes vom 24. Juni 1969 aus den nachstehenden Gemeinden des früheren Amtes Körbecke gebildet worden:
- Berlingsen
- Brüllingsen
- Büecke
- Delecke (Möhnesee)
- Echtrop
- Ellingsen
- Günne (Möhnesee)
- Hewingsen
- Körbecke (Möhnesee)
- Stockum (Möhnesee)
- Theiningsen
- Völlinghausen (Möhnesee)
- Wamel (Möhnesee)
- Westrich
- Wippringsen

Körbecke als größter Ort wurde Sitz der Gemeindeverwaltung Möhnesee.

### Einwohnerentwicklung
Die folgende Übersicht zeigt die Einwohnerzahlen der Gemeinde Möhnesee nach dem jeweiligen Gebietsstand. Im Jahr 1995 wurden erstmals mehr als 10.000 Einwohner verzeichnet. Die Zahlen sind amtliche Fortschreibungen des Landesamtes für Datenverarbeitung und Statistik. Die Zahlen von 1975 bis 1985 sind geschätzte Werte, die Zahlen ab 1987 Fortschreibungen auf Basis der Ergebnisse der Volkszählung von 1987. Stichtag ist jeweils der 31. Dezember.
| Jahr | Einwohner |
| ---- | --------- |
| 1975 | 8.637     |
| 1976 | 8.657     |
| 1977 | 8.817     |
| 1978 | 8.907     |
| 1979 | 9.064     |
| 1980 | 9.182     |
| 1981 | 9.207     |
| 1982 | 9.243     |
| 1983 | 8.884     |
| 1984 | 9.200     |

| Jahr | Einwohner |
| ---- | --------- |
| 1985 | 9.106     |
| 1986 | 9.129     |
| 1987 | 8.718     |
| 1988 | 8.722     |
| 1989 | 8.888     |
| 1990 | 9.104     |
| 1991 | 9.355     |
| 1992 | 9.519     |
| 1993 | 9.897     |
| 1994 | 9.903     |

| Jahr | Einwohner |
| ---- | --------- |
| 1995 | 10.114    |
| 1996 | 10.271    |
| 1997 | 10.530    |
| 1998 | 10.796    |
| 1999 | 10.916    |
| 2000 | 11.093    |
| 2001 | 11.164    |
| 2002 | 11.300    |
| 2003 | 11.428    |
| 2004 | 11.385    |

| Jahr | Einwohner |
| ---- | --------- |
| 2005 | 11.428    |
| 2006 | 11.451    |
| 2007 | 11.418    |
| 2008 | 11.422    |
| 2009 | 11.486    |
| 2010 | 11.393    |
| 2011 | 11.035    |
| 2012 | 10.916    |
| 2013 | 10.855    |
| 2014 | 10.908    |

| Jahr | Einwohner |
| ---- | --------- |
| 2015 | 11.608    |
| 2016 | 11.603    |
| 2017 | 11.567    |
| 2018 | 11.620    |
| 2019 | 11.722    |
| 2020 | 11.698    |

## Politik

### Gemeinderat
Zusammensetzung des Gemeinderates nach den Kommunalwahlen ab 2009:

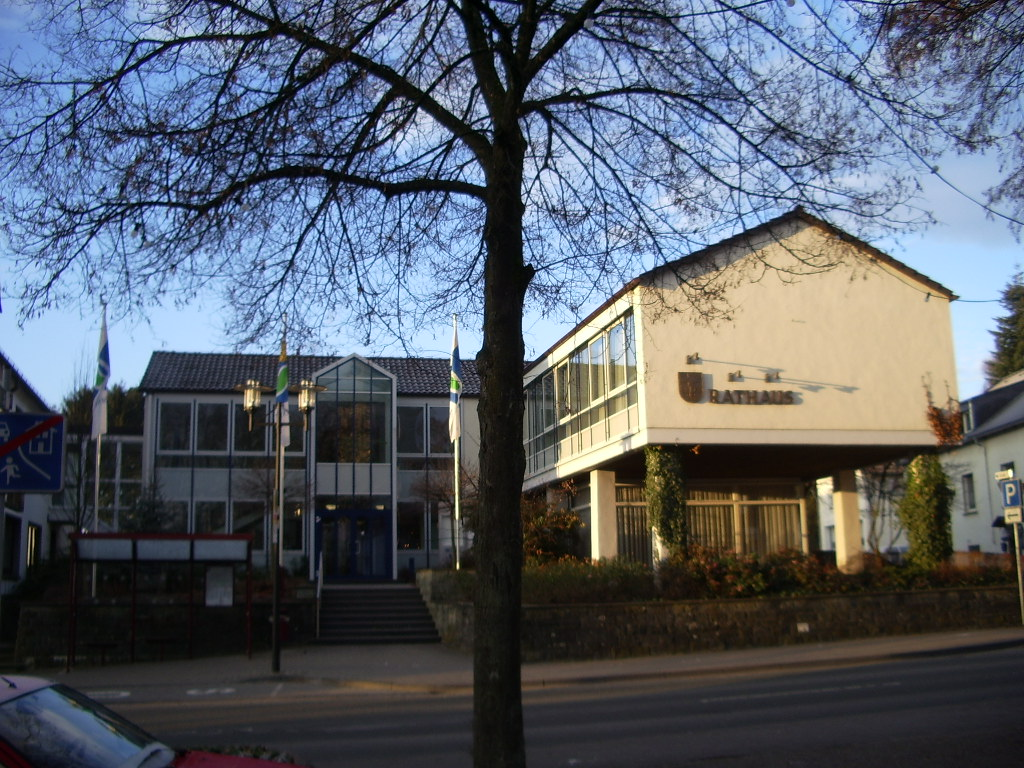
Altes Rathaus der Gemeinde in Körbecke (2007)

| Stimmenanteile | Stimmenanteile | Stimmenanteile | Stimmenanteile | Stimmenanteile | Stimmenanteile | Stimmenanteile | Stimmenanteile |
| Jahr           | CDU            | SPD            | Grüne          | FDP            | BG             | AfD            | AMB            |
| -------------- | -------------- | -------------- | -------------- | -------------- | -------------- | -------------- | -------------- |
| 2020           | 37,2           | 18,2           | 16,8           | 7,2            | 19,3           | 1,3            | –              |
| 2014           | 43,2           | 19,6           | 9,4            | 4,7            | 23,0           | –              | –              |
| 2009           | 41,6           | 19,4           | 6,1            | 7,1            | 22,6           | –              | 3,2            |
| Sitzverteilung |                |                |                |                |                |                |                |
| Jahr           | CDU            | SPD            | Grüne          | FDP            | BG             | AfD            | AMB            |
| 2020           | 11             | 6              | 5              | 2              | 6              | –              | –              |
| 2014           | 13             | 6              | 3              | 1              | 7              | –              | –              |
| 2009           | 12             | 6              | 2              | 2              | 7              | –              | 1              |

### Bürgermeister
Bei der Wahl 2020 wurde Maria Moritz (parteilos) als Nachfolgerin von Hans Dicke zur Bürgermeisterin gewählt.
Dessen Vorgänger, der ebenfalls parteilose Gerd Brune, gewann am 10. Oktober 2004 mit 51,2 Prozent der gültigen Stimmen die Stichwahl, nachdem er am 26. September 34,9 Prozent der gültigen Stimmen bekam. Brune war ab 1999 im Amt, da er bei der Stichwahl am 26. September 1999 52,9 % der Stimmen gewinnen konnte. Zuvor war Heinz-Josef Luhmann Bürgermeister.

### Wappen und Flagge
Der Gemeinde Möhnesee ist mit Urkunde des Regierungspräsidenten in Arnsberg vom 26. Oktober 1970 das Recht zur Führung des nachfolgend beschriebenen Wappens verliehen worden:
Von Silber (Weiß) zu Blau im Wellenschnitt geteilt; oben ein durchgehendes schwarzes Kreuz, unten ein silberner (weißer) Adler. (§ 2 Abs. 1 der Hauptsatzung)
Das Wappen wurde vom Amt Körbecke übernommen, das dieses seit 1959 führte. Der Adler symbolisiert die Zugehörigkeit zur früheren Grafschaft Arnsberg, das Kreuz die zu Kurköln beziehungsweise dem Herzogtum Westfalen.
Mit derselben Urkunde ist der Gemeinde das Recht zur Führung der nachstehend beschriebenen Flagge verliehen worden:
Die Flagge ist als Banner von Blau zu Weiß in zwei gleichen Bahnen längsgestreift und zeigt das Gemeindewappen im Schild in der Mitte der oberen Hälfte. Die Hißflagge ist von Blau zu Weiß in zwei gleichen Bahnen längsgestreift und zeigt in der Mitte das Gemeindewappen im Schild. (§ 2 Abs. 2 der Hauptsatzung)

## Gemeindepartnerschaften
Möhnesee ist seit 1988 mit der französischen Gemeinde Wintzenheim verschwistert.

## Kultur und Sehenswürdigkeiten

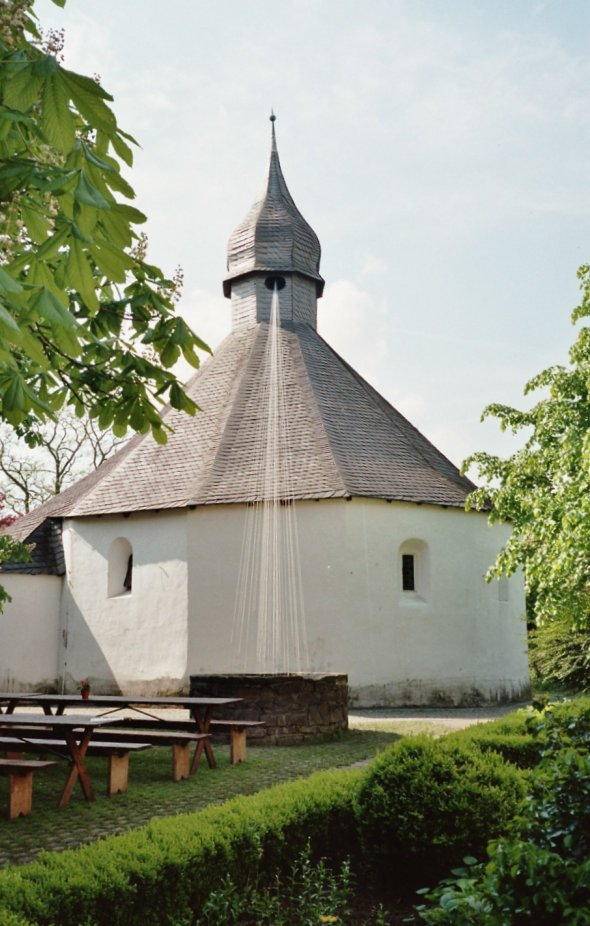
Die denkmalgeschützte Drüggelter Kapelle

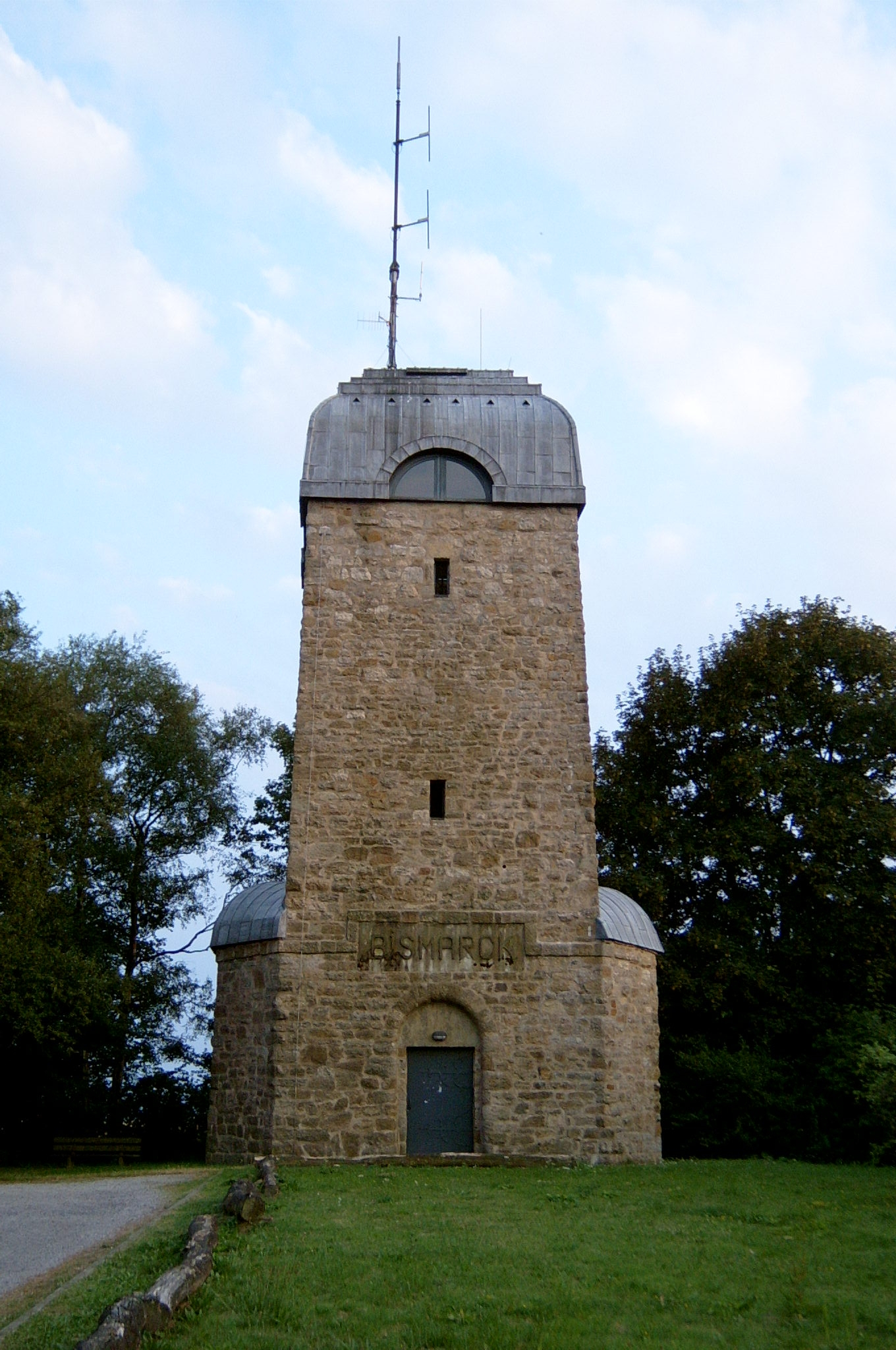
Bismarckturm

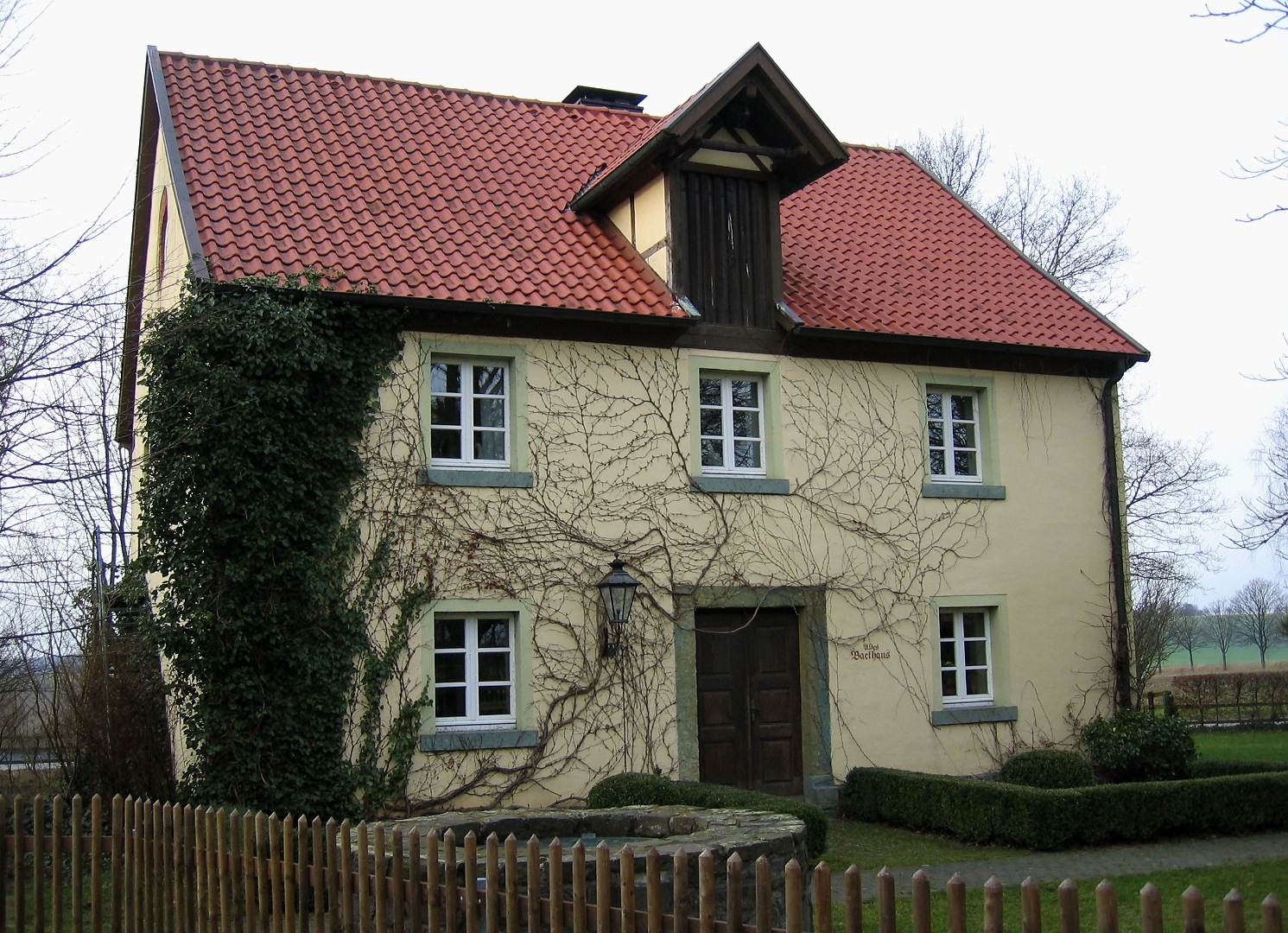
„Altes Backhaus“ in Delecke

### Theater
Eine feste Theaterbühne ist in der Gemeinde Möhnesee nicht ansässig. Es gibt zwei Theatervereine, die mit Laiendarstellern regelmäßig Lustspiele auf die Bühne bringen: Im Ortsteil Hewingsen gründeten sich 1993 „Dai Hiewinger Theaterluie“. Die Proben und Aufführungen finden aktuell alle zwei Jahre in der Schützenhalle der örtlichen Schützenbruderschaft St. Hubertus statt.
Im Ortsteil Wamel gründete der Dorflehrer Bernhard Reinold 1907 den Dilettantenverein Wamel. Die Laienschauspieler proben und spielen in der Theater-Etage der Hubertus-Schützenhalle im Ort. Seit 1986 kommt dort jedes Jahr ein neuer Schwank zur Aufführung.

### Museen
Die Besucher des Landschafts-Informationszentrum (LIZ) in Günne können sich im Gebäude und auf dem angegliederten Außengelände über die Landschaft rund um die Möhnetalsperre sowie den Naturpark Arnsberger Wald informieren. So genannte Erlebnisräume laden zum Erforschen und Entdecken ein. In einer restaurierten Maschinenmühle nahe dem Ausgleichsweiher der Talsperre hat der Förderverein Landschafts-Informations-Zentrum Wasser und Wald Möhnesee e. V. mit finanzieller Hilfe der NRW-Stiftung eine Ausstellung aufgebaut, die dem Besucher die Natur der Möhneseeregion anschaulich verdeutlicht.

### Musik
Über die Grenzen der Gemeinde hinaus bekannt sind die „Drüggelter Kunststückchen“. Teilweise in der Kapelle, teilweise in der Scheune des Hofes Schulte zu Drüggelte finden Konzerte von klassischer Musik, über Jazz bis zur Weltmusik neben Ausstellungen bildender Künstler statt. Das Festival wirbt mit dem Titel „Westfalens kleines Festival“. Daneben finden in der Kapelle auch regelmäßig Kammerkonzerte statt.

### Bauwerke
In der Gemeinde Möhnesee sind 28 Gebäude und sonstige denkmalgeschützte Objekte in der Denkmalliste eingetragen. Außerdem gibt es vier Bodendenkmäler.

#### Möhnetalsperre
Zentrales Bauwerk des Möhnesees ist die von 1908 bis 1913 errichtete Staumauer. Die Talsperre besitzt ein Fassungsvermögen von rund 134,5 Millionen m³ Wasser und dient zur Aufhöhung des Niedrigwassers.

#### Kirchen und Kapellen
Bei der Sankt-Pankratius-Pfarrkirche in Körbecke handelt es sich um eine fast 300 Jahre alte Kirche, deren kunstvolle Inneneinrichtung vom Belecker Heinrich Stütting geschnitzt wurde. Mutmaßlich im 12. Jahrhundert ist die Drüggelter Kapelle entstanden. Sie stellt eine architektonische Besonderheit dar, da sie als Zentralbau aus dem üblichen Langhausschema des Kirchen- und Kapellenbaus in ihrer Umgebung herausfällt. Verschiedene Theorien, die in über 100 Schriften behandelt werden, versuchen den Kapellenbau zu deuten.

#### Türme und Brücken
Der denkmalgeschützte Bismarckturm aus Sandstein ist seit dem Jahr 1987 als 18 m hoher Aussichtsturm zugänglich. Dabei handelt es sich um den letzten in Deutschland eingeweihten Bismarckturm.
Die Kanzelbrücke im Ortsteil Wamel ist eine architektonische Sehenswürdigkeit; sie wurde im Oktober 1913 fertiggestellt. Nach dem Willen des volkstümlichen Landrats von Bockum-Dolffs erhielt sie den Baustil einer der ältesten Steinbrücken, die in Passau über die Donau führt.
Etwa 1000 m südlich der Körbecker Fußgängerbrücke, die über den Möhnesee führt, steht auf einer südlich vom Stausee gelegenen Anhöhe der im Herbst 2014 errichtete und 42,5 m hohe Möhneseeturm. Von dessen Aussichtsplattform fällt der Blick auf den Stausee und seine Umgebung sowie in das Gemeindegebiet von Möhnesee.

#### Jagdschloss Sankt Meinolf
Das Jagdschloss Sankt Meinolf im Hevetal zwischen Neuhaus und Delecke wurde 1891 unter dem Namen Wilhelmsruh vom Hamburger Bankier von Donner erbaut. Später war es im Besitz von Wilhelm von Opel. Ab 1911 wurde es durch An- und Umbauten repräsentativ erweitert. Später war es in Kirchenbesitz. Danach kaufte ein Geschäftsmann aus den Niederlanden das Anwesen und führte von 2007 bis zur endgültigen Insolvenz der Betreibergesellschaft im Jahr 2013 in den historischen Räumen ein Hotel und Restaurant. Seit 2014 hat das Jagdschloss mit einem privaten Investor einen neuen Besitzer.

#### Torhaus
Das Torhaus liegt auf dem Rennweg südlich von Delecke. Es wurde 1911 als Pförtnerhaus des ehemaligen Wildparks derer von Opel errichtet. Die Zufahrt in den Wildpark führte durch das Gebäude. Das Torhaus wird heute (2023) als Restaurant/Cafe und Hotel genutzt.
Die Ausstellung von Kunstwerken und Dekorationen im angrenzenden Park wird immer wieder ergänzt und umgestaltet.

### Parks
Ein Park in der Gemeinde Möhnesee befindet sich an der Seepromenade am Körbecker Möhneufer. Dort befinden sich eine Hängebrücke, ein großer Kinderspielplatz, ein Minigolfplatz und ein Bootsverleih.

### Natur- und Landschaftsschutz
Das Stadtgebiet ist außerhalb des Siedlungsgebietes teilweise als Landschaftsschutzgebiet ausgewiesen, sofern kein noch höherer Schutzstatus wie beispielsweise Naturschutzgebiet (NSG) besteht. Es gibt im Gemeindegebiet die NSGs Naturschutzgebiet Hevearm und Hevesee mit 300,56 ha, Naturschutzgebiet Möhnetal mit 607,92 ha, Naturschutzgebiet Arnsberger Wald mit 3916,95 ha, Naturschutzgebiet Waldreservat Moosfelde mit 98,66 ha und Naturschutzgebiet Standortübungsplatz bei Büecke mit 247,76 ha.
Gleichzeitig ist das Gebiet südlich und westlich des Möhnesees mit Einschluss einiger Partien des Nordufers Teil des Naturparks Arnsberger Wald. Die Möhnetalsperre ist wegen der großen Bedeutung als Rast- bzw. Überwinterungsplatz mit 4000 bis 6000 Wasservögeln als Europäisches Vogelschutzgebiet im Schutzgebietssystem Natura 2000 der EU ausgewiesen. Mehrere Gebiete sind als Europäische Schutzgebiete (FFH-Gebiete) ausgewiesen. Die FFH-Gebiete umfassen meist mehrere Naturschutzgebiete und Flächen anderer Schutzkategorien.
Im Gemeindegebiet befinden sich auch gesetzlich geschützte Biotope und Naturdenkmale. Insbesondere sind einige alte Einzelbäume, bemerkenswerte Baumgruppen und Felsen als Naturdenkmale ausgewiesen. Darunter befindet sich der „Hoher Stoß“, Erhebung im Arnsberger Wald am Fußweg von Körbecke nach Neuhaus, großer Ameisenhügel.
An Wasservogelarten kommen insbesondere an der Talsperre als Brutvögel Haubentaucher, Höckerschwan, Stockente, Reiherente, Teichhuhn, Graureiher, Blesshuhn, Eisvogel, Gebirgsstelze und Wasseramsel vor. Neben anderen Vogelarten siedeln im Stadtgebiet u. a. die Großvogelarten Schwarzstorch, Rotmilan und Kolkrabe.
Im ehemaligen 600 ha großen Wildgehege des Bankiers von Donner um St. Meinolf wurde 1893 erstmals Sikawild aus Asien ausgesetzt. Weitere Tiere ließ dort Wilhelm von Opel ansiedeln. Nach Beschädigungen am Zaun des Geheges 1936 entwichen die Tiere in die umliegenden Wälder. Spätestens nach der Öffnung der Gatter verbreitete sich diese in Deutschland nicht heimische Wildart im gesamten Arnsberger Wald. In den 1970er Jahren erreichte der Bestand etwa tausend Tiere. Als Folge von Schäden wurde der Bestand durch Jagd verringert.

### Sport
Von den während des Kalten Krieges in Echtrop stationierten kanadischen Soldaten wurde vor mehr als fünfzig Jahren eine erste Eissportfläche unter freiem Himmel angelegt. Ein erstes Eishockeyspiel fand dort 1954 statt. Später wurde dort eine Eissporthalle gebaut. Nachdem die Kanadier in den 1970er Jahren abgezogen wurden, übernahm der Kreis Soest die Anlage.
Möhnesee liegt an dem Westfalenwanderweg und der Sauerland-Waldroute. Durch Möhnesee führt die Kaiser-Route, ein 480 Kilometer langer Radfernweg.

### Regelmäßige Veranstaltungen
Am 3. Oktober findet der Bauernmarkt in Körbecke statt. Die Mischung aus Markttreiben vom Haus des Gastes bis hinunter zum Eingang zur Seetreppe, Musik auf dem Marktplatz, Vorführung von Handwerkskunst, verkaufsoffenem Feiertag und einem Schnuppertag bei der Freiwilligen Feuerwehr beschert dem Ort Jahr für Jahr viel Publikum.

### Kulinarische Spezialitäten
Der Zander aus dem Möhnesee gilt in der Region als kulinarische Spezialität. So wird er bei festlichen Anlässen beispielsweise in Kombination mit einem Wein auf Berglinsen gereicht. Restaurants bieten ihn als Saisongericht auf der Speisekarte an.

## Wirtschaft und Infrastruktur

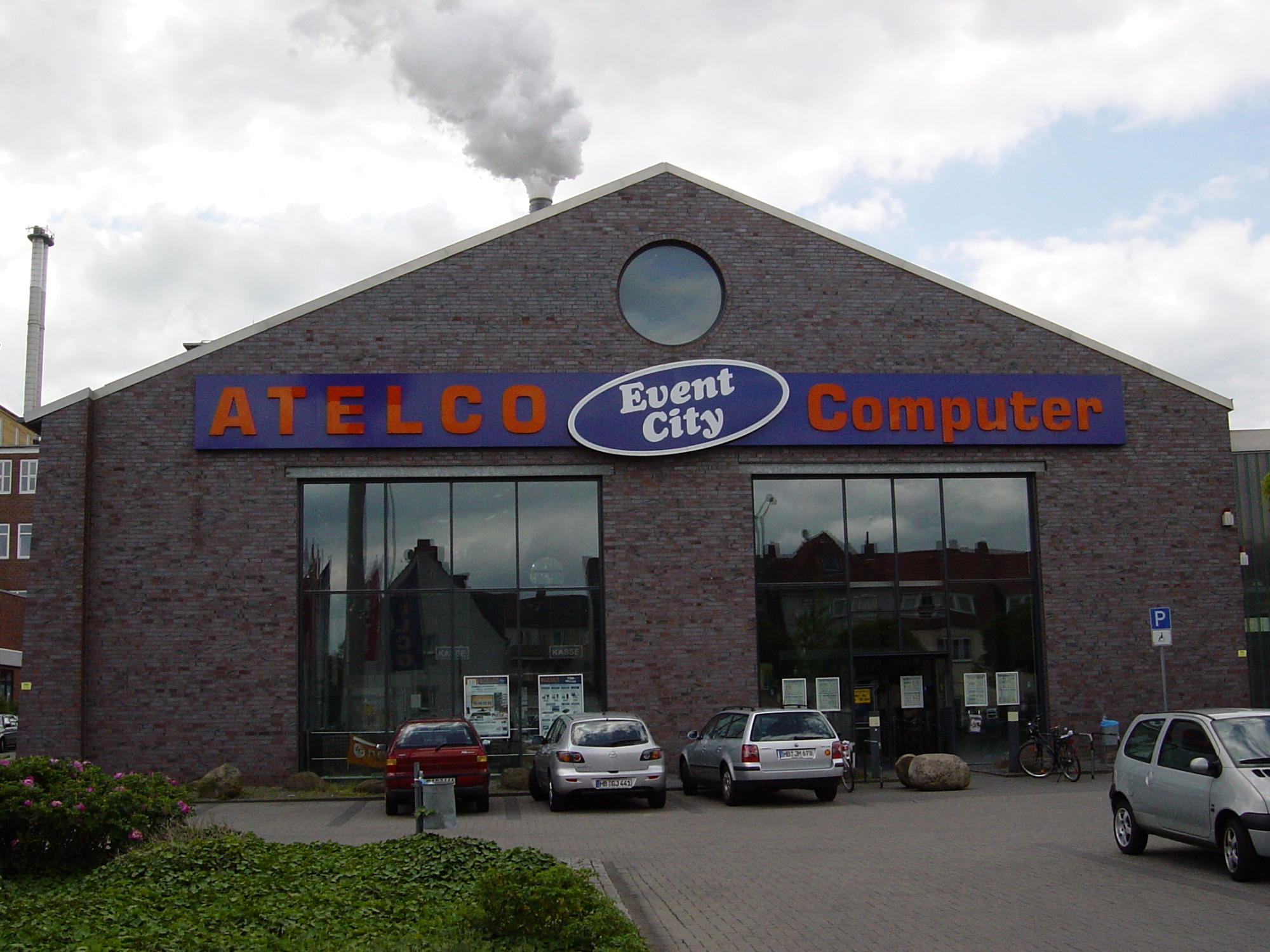
Firma Atelco (Filiale Bremen)

Die Gemeinde Möhnesee ist landwirtschaftlich geprägt; viele Ortsteile liegen in der Soester Börde, einer der fruchtbarsten Ackerbaulandschaften Deutschlands.
Am Möhnesee selbst herrscht die Tourismusbranche vor. In den nördlichen Ortsteilen Möhnesees gibt es vor allem Bauernhöfe, aber auch die Gewerbeparks Echtrop und Wippringsen.
Daneben sind einige Gewerbegebiete mit teilweise bedeutenden Unternehmen vorhanden. Die Firma Atelco – Hersteller und Vertriebskette von Computern – hatte ihren Firmensitz im Gewerbepark Echtrop.
Im Jahr 2002 gab es in der Gemeinde 2453 sozialversicherungspflichtig Beschäftigte. Davon waren 575 im verarbeitenden Gewerbe, 537 im Handel, 400 im Dienstleistungssektor (ohne öffentlicher Dienst) und 239 im Gastgewerbe tätig.

### Verkehr
Die Gemeinde Möhnesee liegt nahe der Autobahn A 44; die Bundesstraße 229 führt zur Anschlussstelle Soest. Zudem kreuzt sich die Bundesstraße 229 mit der B 516 (Haarweg). Die verkehrstechnische Anbindung ist vor allem auch für die Tourismusbranche wichtig, einem der Hauptwirtschaftsfaktoren der Gemeinde. Die Gemeinde Möhnesee hat keinen direkten Bahnanschluss. Die nächstgelegenen Regionalbahnhöfe befinden sich in Soest (ca. 12 km) und Arnsberg (ca. 14 km). In den letzten Jahren hat sich in Sachen Mobilität einiges getan. Neben den Regionalbuslinien aus Soest und Arnsberg ergänzen innerhalb der Gemeinde Möhnesee Bürgerbusse, der Rufbus Helmo und preisermäßigte Anrufsammeltaxis (AST) Fahrten von Körbecke in die umliegenden Dörfer.
Für Radfahrer hat sich die Gemeinde Möhnesee zu einem beliebten Ausflugsziel entwickelt. Der gesamte Möhnesee kann mittlerweile auf ausgebauten Radwegen umrundet werden und es gibt viele weitere Themenradwege in der Region. Darauf reagierte auch die RLG. Von Ende April bis Anfang Oktober fahren auf bestimmten Strecken auch Busse mit Fahrradanhängern.

#### Regionalbuslinien
| Buslinie              | Strecke / wichtige Haltepunkte | Montag – Freitag | Samstag                                        | Sonntag / Feiertag | Anmerkungen |
| --------------------- | --- | ---------------- | ---------------------------------------------- | ------------------ | --- |
| R49                   | Soest – Körbecke – Delecke | stündlich        | Bis 14:30 Uhr stündlich, danach alle 2 Stunden | alle 2 Stunden     | Fährt auf dem Rückweg als Linie R81 weiter bis Bad Sassendorf / Lohne. |
| C4                    | Soest – Deiringsen – Theiningsen – Günne – Brünningsen | stündlich        | Vormittag stündlich, Nachmittag alle 2 Stunden | alle 2 Stunden     | Schnellbus zur Möhnetalsperre und nach Soest. In den Sommermonaten fährt die Linie C4 an Sonn- und Feiertagen mit Fahrradanhänger. |
| S11                   | Soest – Delecke – Hevetal – Abzweig Neuhaus – Arnsberg | stündlich        | Keine Fahrt                                    | Keine Fahrt        | Schnellbus von Soest nach Arnsberg. Eine Zugverbindung zwischen beiden Städten ist sonst nur über Dortmund möglich. Leider fährt der Bus nur unter der Woche. |
| R51                   | Soest – Echtrop – Niederbergheim – Warstein | stündlich        | Vormittag stündlich, Nachmittag alle 2 Stunden | alle 2 Stunden     | Bus fährt 3 verschiedene Strecken. Bitte vorher darauf achten ob die Linie als Expressbus, Linienbus oder Bummelbus fährt. Samstag ab 15:10 Uhr und Sonntag bis 19:10 Uhr fährt die R51 als Bummelbus auch die Orte Körbecke, Stockum, Wamel und Völlinghausen an. In den Sommermonaten auch mit Fahrradanhänger. |
| 549                   | Körbecke – Wamel – Völlinghausen – Niederbergheim | stündlich        | Vormittag stündlich                            | Keine Fahrt        | Auf der Strecke ist normalerweise ein Kleinbus im Einsatz. Gruppenfahrten bitte einen Tag vorher anmelden. Telefonnummer: 0180 65 04 030. |
| 530 Nachtbus Möhnesee | SO-Römerweg – SO-Bahnhof (E) – SO-Hansaplatz – SO-Puppenstraße – SO-Potsdamer Platz – SO-Ulricher Tor – Mö-Hewingsen und alle anderen Ortsteile in der Gemeinde Möhnesee. | Keine Fahrt      | ca. 0:30 Uhr                                   | ca. 0:30 Uhr       | Das „Pesel-Taxi“ fährt von Soest bei Bedarf zu jeden Ort in Möhnesee. In Möhnesee ist jedoch kein Zustieg möglich. |

#### Bürgerbus und Rufbus Helmo
Der Bürgerbus fährt Vormittags zu festen Uhrzeiten. Es ist keine Voranmeldung nötig. Für den Helmo muss der Platz spätestens eine halbe Stunde vor Abfahrt reserviert werden. Entweder über die Helmo-App oder unter der Telefonnummer: 0251 – 628 53 110. Fahrpreis ist der normale Regionaltarif.
| Buslinie | Strecke / wichtige Haltepunkte                                                | Montag – Freitag  | Samstag           |
| -------- | ----------------------------------------------------------------------------- | ----------------- | ----------------- |
| M1       | Körbecke – Theiningsen – Hewingsen – Günne – Brünningsen – Delecke – Körbecke | Bürgerbus / Helmo | Bürgerbus         |
| M2       | Körbecke – Echtrop – Ellingsen – Körbecke                                     | Bürgerbus / Helmo | Bürgerbus         |
| M3       | Körbecke – Delecke – Südufer – Neuhaus – Südufer – Stockum – Körbecke         | Bürgerbus / Helmo | Bürgerbus / Helmo |
| M4       | Körbecke – Wippringsen – Büecke – Delecke – Körbecke                          | Helmo             | Helmo             |

#### Anrufsammeltaxi (AST)
Anrufsammeltaxis können zu bestimmten Uhrzeiten gebucht werden und ergänzen Busverbindungen am Abend, an Wochenenden und Feiertagen. Nach Vorbestellung zu einer AST- bzw. Bushaltestelle bringt das Anrufsammeltaxi seine Fahrgäste zu einem gesonderten Fahrpreis bis vor die Haustür im Gemeindegebiet und in die Soester Innenstadt. Der Preis ist abhängig von der Strecke und erfolgt nach Tarifzonen. Inhaber von gültigen Zeittickes (z. B. Abo, TagesTicket) erhalten eine Ermäßigung auf den Fahrpreis.
Telefonnummer AST-Möhnesee: 02921–395 59.

### Öffentliche Einrichtungen

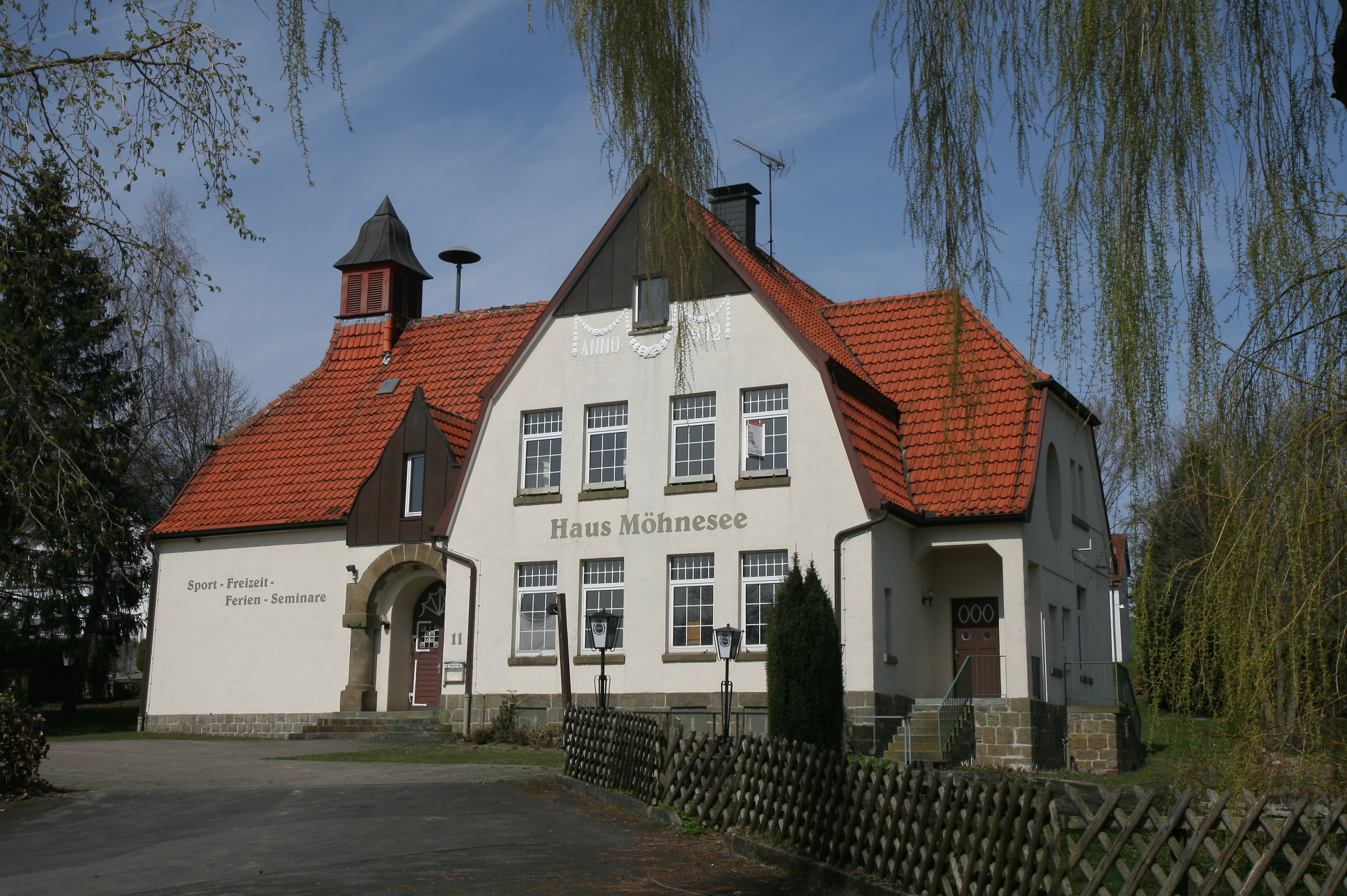
Alte Schule Delecke

Die Gemeinde Möhnesee hatte bis zum Jahre 2004 zwei Standorte der Bundeswehr (FlaRakGrp 21) an der Haarhöhe bei Echtrop, die in den 1970er Jahren von den früheren Besatzungsmächten Großbritannien und Kanada übernommen wurden. Zurzeit (August 2005) stehen diese Liegenschaften leer, eine weitere Nutzung ist ungewiss.
Am Körbecker Südrand gibt es eine große Jugendherberge mit mehr als 200 Betten. Seit Mai 2008 nutzt die Jugendherberge das benachbarte „Joseph-Joos-Haus“ als Seminarhaus.

### Medien
In der Gemeinde Möhnesee erscheint unter anderem der Soester Anzeiger, der auch lokale Meldungen ins Internet stellt. Lokales kann man auch über Nachrichtenportale der Funke-Mediengruppe abrufen, z. B. über die Westfalenpost. Das WDR-Fernsehen berichtet über Möhnesee aus dem Studio Siegen.

### Bildung
In der Gemeinde Möhnesee gibt es einen Grundschulverbund mit drei Teilstandorten. Der Grundschulverbund besteht aus der Pankratius-Schule im Ortsteil Körbecke (Hauptstandort), der Heidbergschule im Ortsteil Völlinghausen und der St.-Antonius-Schule im Ortsteil Günne. In Körbecke befindet sich zudem die Möhnesee-Schule als Sekundarschule.
Die Volkshochschule Soest hat eine Zweigstelle in Möhnesee.

## Persönlichkeiten

### Ehrenbürger
Im Jahr 1998 erhielten der frühere Bürgermeister Alois Schoppe aus Möhnesee und Charles Siegel aus Wintzenheim die Ehrenbürgerwürde der Gemeinde Möhnesee.

### Söhne und Töchter der Gemeinde
- Kaspar Kamp (* 25. März 1863 in Echtrop; † 7. Januar 1922), Lehrer und Politiker (Zentrum)
- Aloys Feldmann (* 25. April 1897 in Körbecke; † 9. Oktober 1965 in Mülheim an der Ruhr), Politiker (CDU)
- Jupp Balkenhol (* 20. April 1929 in Körbecke; † 28. September 2018 ebenda), Lehrer und niederdeutscher Autor
- Karl-Heinz Wilmes (* 14. Juli 1938 in Günne), Politiker (SPD) und Heimatforscher
- Wolfgang Holzgreve (* 15. Oktober 1955 in Möhnesee), Frauenarzt und ärztlicher Direktor am Universitätsklinikum Bonn
- Bernhard Schulte-Drüggelte (* 5. Februar 1951 in Möhnesee), Politiker (CDU)
- Marina Steindor (* 19. Dezember 1957 in Körbecke), Politikerin (Bündnis 90/Die Grünen)
- Andrea Thiele (* 1972 in Möhnesee), Historikerin

### Persönlichkeiten, die in Möhnesee gewirkt haben oder wirken
- Florens von Bockum-Dolffs (19. Februar 1802 Soest; † 8. Februar 1899 Völlinghausen), preußischer Beamter und liberaler Parlamentarier.
- Jānis Jaunsudrabiņš (* 25. August 1877 in Nereta, Südlettland; † 28. August 1962 Körbecke), Maler und ein bedeutender lettischer Dichter.
- Hermann Kätelhön (* 22. September 1884 in Hofgeismar; † 24. November 1940 München), Graphiker
- Robert Ittermann (* 1. April 1886 in Iserlohn; † 15. Juli 1970 Völlinghausen), Bildhauer.
- Max Schulze-Sölde (* 25. Januar 1887 in Dortmund; † 1. Juli 1967 Theiningsen), Künstler und als sogenannter „Johannes der Jugend“ ein Inflationsheiliger.
- Fritz Viegener (* 1888 Soest; † 1976), Bildhauer.
- Walter Herricht (* 1889; † 1953 Wamel), Künstler und Professor in Düsseldorf.
- Eberhard Viegener (* 1890; † 1967), Maler und Graphiker.
- Albert Renger-Patzsch (* 22. Juni 1897 Würzburg; † 27. September 1966 Wamel), Fotograf der sogenannten Neuen Sachlichkeit.
- Hermann Prüssmann (* 1899 Mülheim/Ruhr; † 1980 Wamel), Maler und Graphiker.
- Hermann Schardt (* 1912 Essen; † 1984 Essen), Künstler, Professor und Direktor der Folkwangschule für Gestaltung in Essen.
- Karl-Richard Jauns (* 27. Oktober 1922 Braunschweig; † 22. Juli 1990 Soest), Maler und Graphiker.
- Wilfried Stichmann (* 15. November 1934 Hamm; † 2. April 2020 Möhnesee), deutscher Biologiedidaktiker
- Horst Rellecke (* 1951 Duisburg), Architekt und Künstler.